# ヨークベニマル
株式会社ヨークベニマル（英: YORK BENIMARU CO.,LTD.）は、福島県郡山市に本社を置く、スーパーマーケット事業を行う日本の企業。本拠地である福島県を中心に東北南部から関東北部の5県にかけてチェーン展開を行う。セブン&アイ・ホールディングスの孫会社であり、同グループのスーパーマーケット事業を束ねるヨーク・ホールディングスの子会社である。
ヨークベニマルの「ヨーク」は、Ito Yokado のYokをアレンジしたYorkであり、「ベニマル」は、かつての紅丸商店のBenimaruを合わせたもの。

## 概要

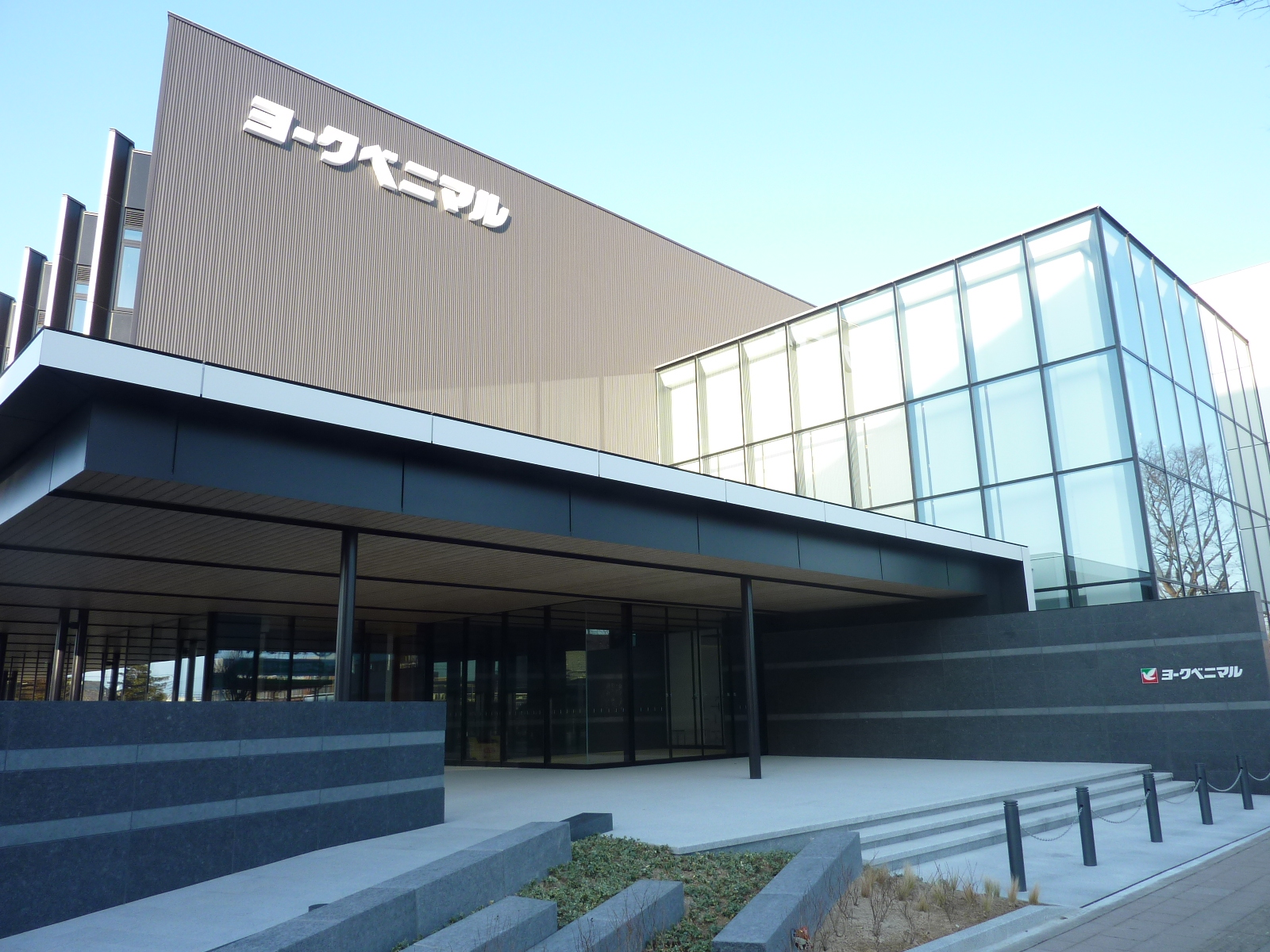
本社入口

食料品を中心に衣料、雑貨などを扱うスーパーマーケットで、店舗数は246店である（2023年2月現在、休業中の2店舗含む）。福島県、宮城県、山形県、栃木県、茨城県でドミナント出店している。2000年代以降は、ヨークタウンと呼ばれるドラッグストアやホームセンターなどと複合したオープンモール型のショッピングセンターによる出店が多い。
月の初めの3日間に行われる「いち・に・さんの市」(同社商標。後述)などの、特定の日に行われるセールが古くから行われていた。月の中間の3日間で「どまんなか得の市」も行われている。
他のスーパーマーケット企業のM&A・再建に関しても積極的で、マルトミ（福島県会津若松市）、藤越（福島県いわき市）、みどりやスーパー（福島県双葉郡富岡町）、サンライフ（山形県山形市）、東京セルフコーナー（宮城県石巻市）、マルニ（宮城県気仙沼市）、カドヤ（茨城県）を買収し、マルニが運営する「デイリーポート新鮮館」を除いてすべてヨークベニマル店舗に転換した実績を持つ。
2018年（平成30年）11月16日、宮城県仙台市若林区大和町に位置した、老朽化した既存店を大規模小売店舗立地法の対象外で建て替え、商品を絞り込んで販売する新タイプの店舗である「ヨークマルシェ大和町店」を出店した。ヨークベニマルでは同店の出店を「将来の積極的な出店を見据え、ノウハウを構築したい」と説明している。

### セブン&アイホールディングスとの関係
セブン&アイホールディングス（セブン&アイHD、旧・IYグループ）の一員で、イトーヨーカ堂との提携関係により安定した店舗展開を進めてきた（イトーヨーカ堂が31.4%出資）。セブン&アイHDのスーパーマーケットであるヨークマート・ヨークフーズが関東地方南部のみに展開しているため、地域的に住み分けている状況にある。関東地方では茨城県・栃木県のみに出店し、他の都県はヨークマート・ヨークフーズが出店している。
2008年（平成20年）4月、セブン&アイHDは2009年（平成21年）からヨークマートをヨークベニマルに事業統合することを発表した。すでにカドヤのヨークベニマル転換が完了しており、ヨークマートについては店舗の転換は行わず出店地域の棲み分けもこれまで通り維持される見通しだが、システムなどの管理部門を統合し店舗のデザインなどを共有化することでコストの削減を図る方針とされていた（他にはそごう・西武系列のザ・ガーデン自由が丘があるが、こちらは百貨店や駅ビルの食品売り場を構成する出店形態が主である）。
一方、同じくIYグループのデニーズジャパンとフランチャイズ契約を行って1985年（昭和60年）10月から福島県で外食産業を展開したが、1997年（平成9年）3月にはデニーズジャパンに営業譲渡し、本業であるスーパーマーケットに集約している。
セブン&アイ・ホールディングスの発足後も東京証券取引所市場第一部に上場していたが、2006年（平成18年）9月1日に株式交換により同社の完全子会社となることから、直前の8月28日に上場廃止となった。ただし完全子会社後も本店、資本金、代表、業態はそのまま続行しており、ロゴも鳩のマークを継続使用している。

### 商品開発
セブン&アイグループで展開されているプライベートブランド、「セブンプレミアム」の開発においては、同社・大高善興会長がグループMD改革プロジェクトリーダーを務め、開発の主体として行っている。

### キャッシュレス決済・電子マネー
2012年（平成24年）4月以降、セブン&アイホールディングスグループの電子マネー・nanacoを順次導入している。福島県郡山市の富久山店で同年4月17日に先行導入され、試験的に実施した。5月15日に福島市や郡山市など中通り地区、同22日に会津、いわき両地区で導入された。その後、茨城、栃木、宮城各県などを含め、6月26日に全店舗への導入が完了した。なお、nanaco導入以前から店内に設置されているセブン銀行ATMは、セブン-イレブン等に設置されているものと同様、nanacoへのチャージや残高照会に対応している。
その他の決済手段としては長らくクレジットカードのみの対応だったが、2025年（令和7年）6月4日よりヨークベニマル全店とサンエー石巻あけぼの店（同年5月下旬頃に先行導入）でPayPayや交通系ICカード等のバーコード決済・電子マネーが使用可能となる。

### いち・に・さんの市
月1回開催されるセールで、商標登録もなされている（商標登録番号第4750299号）。
毎月1、2、3日に開催（例外として新春は4 - 7日、4日が日曜の場合稀に1、2、3、4日と4日間開催するパターンがある）。その期間中、特別商品が安くなったり、個数限定で値段が安くなったりする。
また、本社がある福島県や多くの店舗を展開する宮城県などでは、以前から浸透しているCMソングをのせたテレビコマーシャルも長く放送されている。姉妹セールとして、毎月第3金曜日から月曜日ごろに開催の「どまんなか得の市」があり、こちらも商標登録されている（商標登録番号第5231022号）。

## 沿革

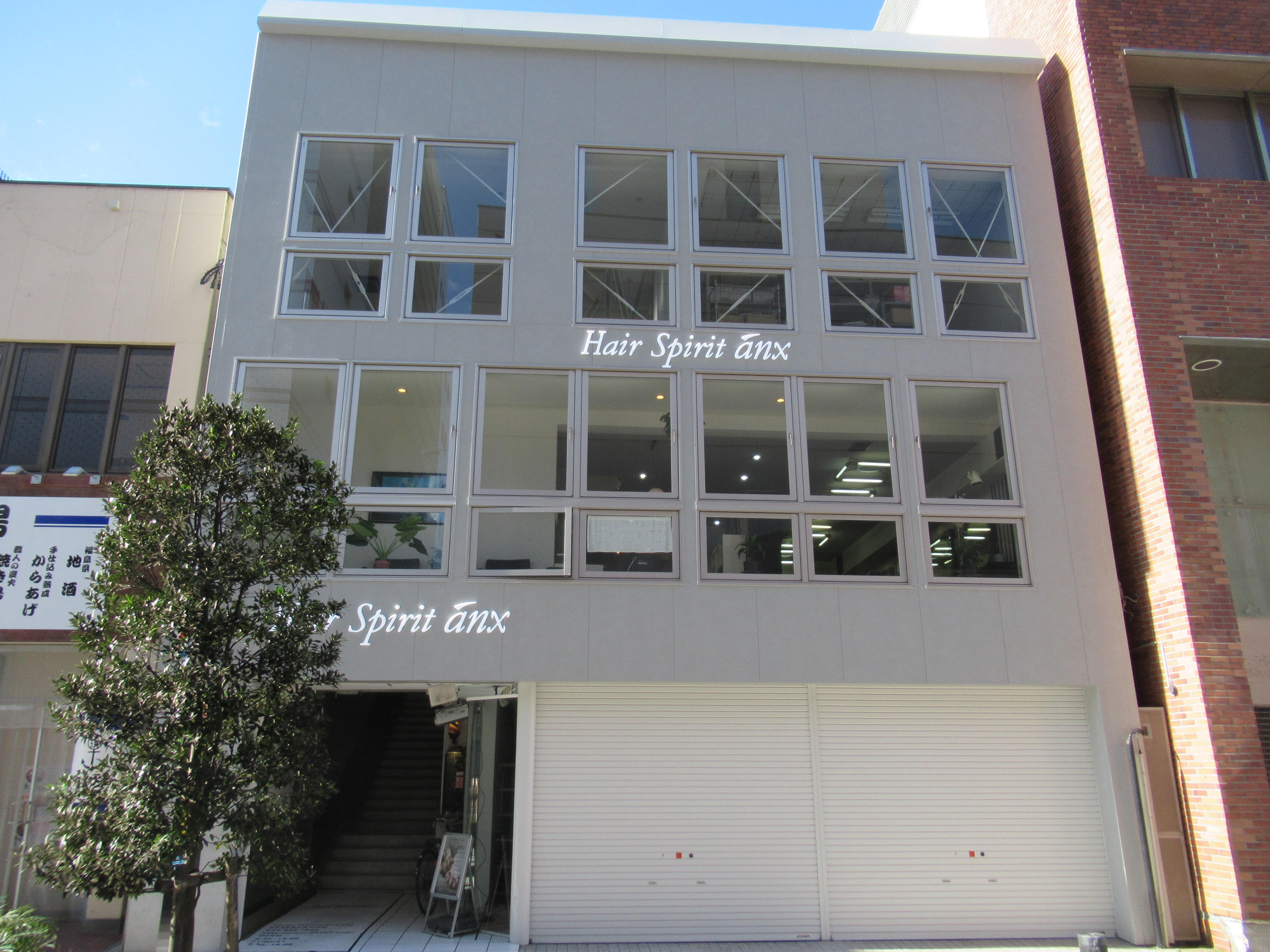
ヨークベニマル創業地に建つビル（郡山市中町）

- 1947年（昭和22年）6月12日：大高善雄が株式会社紅丸商店設立[12]。
- 1948年（昭和23年）9月1日：福島県郡山市中町で創業[13]。
- 1963年（昭和38年）：本社を中町から富久山町善宝池そばに移転（2代目）[広報 3]。
- 1963年（昭和38年）10月：紅丸商事株式会社へ商号変更。
- 1969年（昭和44年）6月：日の丸食品（後のライフフーズ）を設立、食品加工部門を独立させる。
- 1972年（昭和47年）11月：山形県に進出、米沢市に米沢店を開業。
- 1973年（昭和48年）
  - 3月：株式会社イトーヨーカ堂と業務提携開始、IYが既に出店していた福島県内のIY食品売場を譲受、ヨークベニマル運営に転換[広報 4][14]。
  - 9月1日：商号を株式会社ヨークベニマルに変更[15]。
- 1977年（昭和52年）
  - 4月23日：福島県会津地方に進出、会津若松市に花春店を開業[16]。
  - 6月：地域子会社として会津ヨークベニマルを設立。
  - 8月1日：会津若松市内でスーパーマーケットを展開していた株式会社マルトミ所有の6店舗を譲受、ヨークベニマルに転換[広報 5][17]。
  - 12月：宮城県に進出、仙台市の商業施設荒巻セントラルプラザに荒巻店を開業。
- 1979年（昭和54年）2月：地域子会社の会津ヨークベニマルを吸収合併。
- 1980年（昭和55年）
  - 9月23日：創業者でYB取締役の大高善雄が71歳で死去[注釈 1][18]。
  - 11月 - 東京証券取引所市場第二部上場。

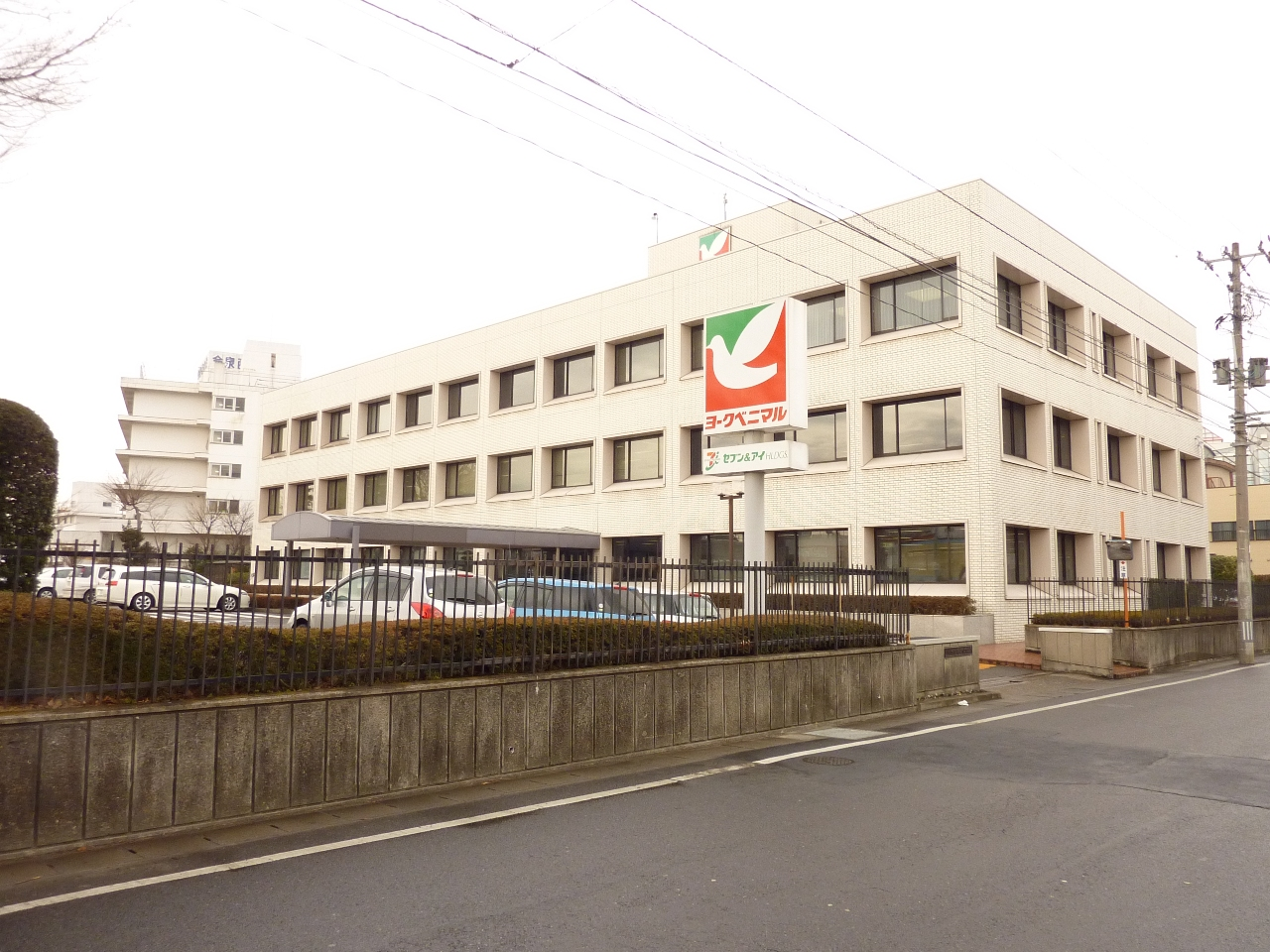
郡山市朝日の旧本社

- 1981年（昭和56年）7月 - 本部（本社）を富久山町の善宝池付近から朝日二丁目に移転（3代目）[広報 6]。2代目本部敷地内には社員寄宿舎とトレーニングセンターが所在。
- 1984年（昭和59年）8月：東京証券取引所、市場第一部指定。
- 1985年（昭和60年）11月15日：善雄の妻で創業に関わった大高さたが73歳で死去[19]。創業時、行商への苦労から生まれた企業理念『野越え山超え』や「ヨークベニマル十二章」の由来となった[広報 7]。
- 1989年（平成元年）2月：栃木県に進出、黒磯市に黒磯店を開業。
- 1992年（平成4年）11月：地域社会への貢献事業（CSR）として地域歴史書の発刊事業に参入[20]
- 1995年（平成7年）4月：地域子会社の株式会社東北ヨークベニマルを吸収合併。
- 1998年（平成10年）2月：直営化に伴い福島県内のIY食品売場から撤退。
- 2002年（平成14年）9月1日：株式交換実施、株式会社みどりやスーパーを完全子会社化。
- 2005年（平成17年）
  - 4月：茨城県に進出、水戸市に赤塚店を開業。
  - 9月1日：株式交換実施、株式会社スーパーカドヤを完全子会社化。
  - 12月：合理化により東北地方から撤退したダイエーから2店舗を譲受。
- 2006年（平成18年）
  - 3月1日：完全子会社の株式会社みどりやスーパーを吸収合併。
  - 8月28日：上場廃止。
  - 9月1日：株式交換実施、セブン&アイ・ホールディングスが完全子会社化。
- 2007年（平成19年）
  - 9月1日：完全子会社の株式会社スーパーカドヤを吸収合併。
  - 11月1日：株式会社藤越の株式取得、藤越を完全子会社化[広報 8]。
- 2010年（平成22年）
  - 2月：完全子会社の株式会社藤越を吸収合併。
  - 8月：カドヤをヨークベニマルに転換。
- 2011年（平成23年）3月11日：東日本大震災により多くの店舗が被災。
- 2012年（平成24年）6月26日：未導入となっていた電子マネーnanaco運用開始[9]。
- 2014年（平成26年）8月3日：社長として31年にわたりYBを率いた大高善兵衛が死去[21]。
- 2015年（平成27年）3月1日：創業家ではない真船幸夫が社長に就任[22]。
- 2018年（平成30年）11月16日：新業態の小型店「ヨークマルシェ」の1号店（大和町店）を開業[広報 9]。
- 2021年（令和3年）2月16日：本社を郡山市谷島町へ移転、社屋は4代目となる[広報 6]。
- 2023年（令和5年）6月1日：株式会社マルニの株式を取得、岩手県・北東北に事業範囲を拡大[3]。
- 2025年（令和7年）
  - 1月:フジテレビにおける中居正広の女性トラブル問題で同局で放映されている同グループのCMをACジャパンなどの公共広告に差し替えると発表したことを受け、エリア内の系列局（福島テレビ・仙台放送・さくらんぼテレビ）で当社のCMの放映を見合わせ[23]。
  - 2月28日：株式交換により、ヨーク・ホールディングスが完全子会社化[24]。
  - 3月14日：新業態の商業施設「ヨークパーク」を福島県郡山市（旧イトーヨーカドー郡山店跡）に開業[広報 10][25][26]。
  - 3月27日：イトーヨーカ堂から石巻あけぼの店の事業継承を譲受[広報 11][27]し、同店はサンエー石巻あけぼの店として営業再開。
  - 6月3日：農林水産省東北農政局は、福島県、宮城県内など5県のヨークベニマル合計123店舗にて、ロシア産の塩紅サケの原産地をアメリカ産と表示したものを少なくとも1万177パック、アメリカ産とすべきところをロシア産と表示したものを少なくとも149パック不適正な表示で販売していたと発表[28]。ことし1月から5月の間に本社と一部の店舗に立ち入り検査を行い、会社に対し、表示の是正と原因究明の徹底、再発防止策の実施などを指示する行政指導を実施[28]。
  - 6月4日：長らく未導入となっていたPayPayや交通系ICカード等のバーコード決済・電子マネーが、ヨークベニマル全店とサンエー石巻あけぼの店で使用可能となる[広報 2]。

## 本社

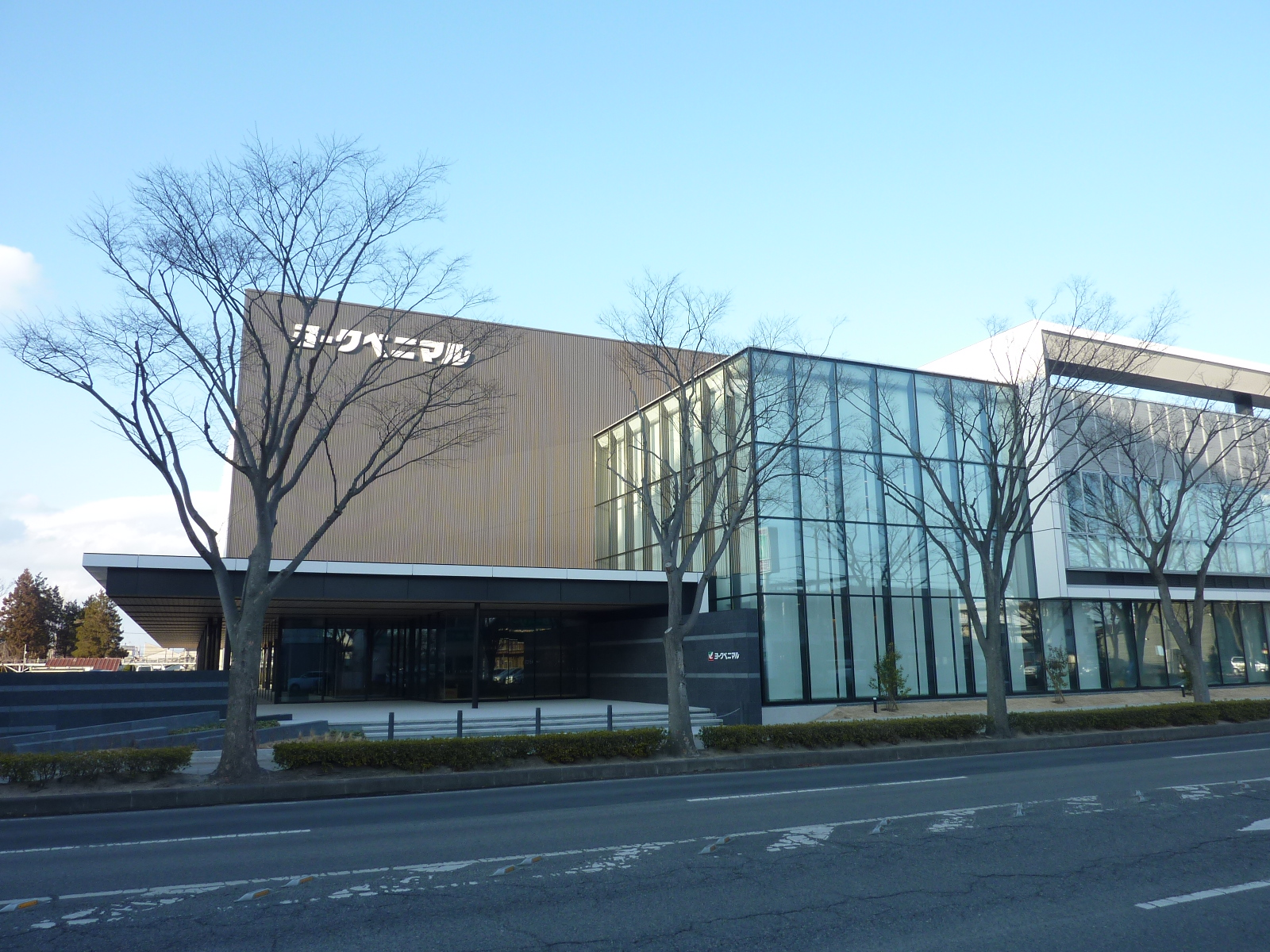
本社正面

2021年（令和3年）から利用を開始した本社はJR郡山駅東口にあり、敷地面積9,949 m2、建築面積：6,034 m2、延床面積15,213 m2の鉄骨構造3階建ての建物である。1階は執務室、2階は700人収容の大会議室や従業員食堂、3階は技術研修施設（トレーニングセンター）がある。従業員用駐車場は立体駐車場である。

## 店舗

### 店舗業態
- ヨークベニマル - 標準業態。基本的に食品スーパー（SM）として展開されているが、一部の店舗はイトーヨーカドー同様総合スーパー（GMS）として展開されている他、後述の「衣料館」を敷地内に展開している店舗もある。
- ヨークベニマル衣料館 - 一部の大型店（ヨークタウン等）にて展開されている衣料品店。
- ヨークマルシェ - 小型店舗[6]。2018年11月に1号店となる大和町店を開店。しかし、今泉店のように、従来通りヨークベニマルブランドで小型店舗を展開するところもある[30]。
- ヨークタウン - ヨークベニマルを核店舗とするネイバーフッド型ショッピングセンター（NSC）。基本的に平屋の建物で平面の大型駐車場を有し、一部店舗（ひたちなか店等）では衣料館が併設されている。

### 2024年5月現在の店舗
店舗数 - 248店舗（実質稼動は246店舗、2024年5月現在）

### 過去に存在した店舗
×は建物が解体された店舗。

#### 福島県

##### 中通り

###### 郡山市
- （初代）中町店 → チロンヌップ（郡山市中町7-17[13]、1948年（昭和23年）9月1日開店[13] - 1975年（昭和50年）10月6日業態転換[31] - 1986年（昭和61年）2月23日閉店[要出典]）
店舗面積290m2[13] → 店舗面積212m2[31]
当社が紅丸商店として創業した創業の地。創業当初は、本部としても使用された[広報 12]
下記のイトーヨーカドー郡山店にて新店舗「ヨーク店」を開店した後もしばらく営業されていたが[32]、後に業態転換し、ファンシーショップ「チロンヌップ」として営業。
- ヨーク店 → （2代目）中町店×（1969年（昭和44年）12月14日開店[31] - 1988年（昭和63年）1月20日閉店）
店舗面積593m2[31]
紅丸商事時代から出店し、初代イトーヨーカドー郡山店地下1階の食品売場を担当。
- 南部店×（郡山市原田町33[33]、1955年（昭和30年）10月24日開店[13]）
店舗面積193m2[33]
- 細沼店×（郡山市細沼町38[33]、1963年（昭和38年）開店[33]）
店舗面積198m2[33]
- 開成店（郡山市開成3-9-5[34]、1970年（昭和45年）4月18日開店[31]）
店舗面積547m2[31]
- （初代）小原田店×（1972年（昭和47年）4月28日開店[31] - 2003年（平成15年）7月6日閉店[広報 13]、郡山市小原田四丁目12-5[広報 14]）
店舗面積616m2[31]
建物の老朽化のため閉店。2003年（平成15年）7月11日に、新小原田店として新築移転[広報 13]。
2022年（令和4年）3月1日、店名を移転前の店名である小原田店に戻した[広報 15]。
- さくら通り店×（郡山市虎丸町20-16[34]、1968年（昭和43年）6月2日開店[31] - 1994年（平成6年）閉店[35]）
店舗面積1,416m2[31]
虎丸店に統廃合[35][36]。
- 虎丸店×（1994年（平成6年）11月18日開店[35] - 2002年（平成14年）9月閉店[36]）
売場面積830m2の小型店舗だった[36]。
- （初代）西ノ内店（1989年（平成元年）6月29日開店[37]）
売場面積1,900m2[38]。
2代目中町店の後継店にあたり、同様にイトーヨーカドー郡山店1階に出店して食品売り場「ヨークベニマル食品館」として営業[38]。
後にイトーヨーカ堂が食品売り場を直営化したため閉店したものの、同社が福島県内から撤退するにあたって店舗を引き継ぐことになり[39]、2025年（令和7年）2月28日に復活した[40]。
- 深沢店（郡山市深沢1-122-1[13]、1971年（昭和46年）4月10日開店[13][31] - 1994年（平成6年）閉店[35]）
店舗面積747m2[31]
虎丸店に統廃合[35]。閉店後は長年空き店舗状態が続いていたが、2016年からボルダリングジムとなっている[広報 16]。
- （初代）方八町店×（1978年（昭和53年）4月21日開店[31]、郡山市芳賀1丁目15-5[広報 17]）
店舗面積1,104m2[31]
方八町一丁目にある方八町店（現店舗）とは別店舗。
- （初代）希望ヶ丘店×（1975年（昭和50年）5月30日開店[31] - 2008年（平成20年）9月23日閉店）
店舗面積1,470m2[31]
建物の老朽化による建て替えのため一旦閉店。2009年（平成21年）5月29日に新築開業。
- （初代）安積町店×（1980年（昭和55年）3月29日開店[31] - 2020年（令和2年）10月4日閉店、郡山市安積二丁目121）
店舗面積2,875m2[31]
建物の老朽化による建て替えのため一旦閉店。2021年（令和3年）11月1日に「ヨークタウン安積町」の核店舗として新築開業[広報 18]。
2020年（令和2年）10月9日から2021年（令和3年）10月24日まで、店舗西側に食品館の仮店舗を開設していた[41]。跡地は衣料館に改装され、同年12月10日に開店[広報 19]。
- （初代）桑野店×（1979年（昭和54年）10月12日開店[31] - 2021年（令和3年）11月14日閉店[広報 20]、郡山市桑野4丁目3-4）
店舗面積1,495m2[31]
建物の老朽化による建て替えのため一旦閉店。東隣に隣接していた東邦銀行桑野支店跡地も含めて土地を広げて建て直し、2023年（令和5年）1月27日「ヨークタウン桑野」の核店舗として新築開業[広報 21][広報 22]。
新店舗は2階建て店舗となり、2階には無印良品が3月1日に出店[広報 22]。
桑野店開店当初駐車場だった敷地には、1981年（昭和56年）に福島放送（KFB）本社・演奏所が建っている[42]。

###### 福島市
- （初代）泉店×（1976年（昭和51年）4月2日開店[31] - 2007年（平成19年）8月19日閉店[広報 23]）
店舗面積1,480m2[31]
建物の老朽化による建て替えのため一旦閉店。2008年（平成20年）4月25日に福島泉店として新築開業[広報 23]。
- 上町店×（福島市上町5-4[33]、1955年（昭和30年）開店[33]）
店舗面積130m2[33]
- 福島西口店（1985年（昭和60年）1月23日開店[43]）
イトーヨーカ堂福島店の食品売り場。
- 三河店×（福島市三河南町12-10[33]、1972年（昭和47年）4月16日開店[31]）
店舗面積602m2[31]
- 信夫通り店×（福島市置賜町、1969年（昭和44年）11月27日開店[31]）
店舗面積529m2[31]
- （初代）笹谷店×（2012年（平成24年）4月23日閉店）
建物の老朽化による建て替えのため一旦閉店。2013年（平成25年）1月25日に新笹谷店として新築開業[広報 24]。
2022年（令和4年）3月1日、店名を建て替え前の店名である笹谷店に戻した[広報 15]。
- （初代）浜田店×（1973年（昭和48年）12月9日開店[31] - 2021年（令和3年）10月24日閉店[広報 25]、福島市浜田町11-2）
店舗面積3,124m2[31]、2階建て。
建物の老朽化による建て替えのため閉店し、2022年（令和4年）11月11日に新築開業[広報 26]。
- （初代）瀬上店×（1979年（昭和54年）9月開店 - 2022年（令和4年）3月27日閉店[広報 27]、福島市宮代字天神前4）
建物の老朽化による建て替えのため一旦閉店。2023年（令和5年）2月9日に新築開業[広報 28]。

###### 二本松市
- 二本松店（二本松市本町1-218[44]、1956年（昭和31年）開店[44]、?閉店）
店舗面積330m2[44]
- 本町店×（1970年（昭和45年）2月20日開店[31] - 1995年（平成7年）閉店、二本松市本町1-212[45]）
売場面積470m2[31][45]。
- （初代）二本松インター店×（1982年（昭和57年）2月開店 - 2021年（令和3年）1月23日閉店、二本松市成田町一丁目810[広報 29]）
建物の老朽化による建て替えのため一旦閉店。2022年（令和4年）2月26日に「ヨークタウン二本松インター」の核店舗として新築開業[広報 30]。

###### 本宮市
- 本宮中条店×（安達郡本宮町中条29[46]、1959年（昭和34年）開店[46]）
店舗面積106m2[46]
- （初代）本宮舘町店×（2011年（平成23年）11月23日閉店[広報 31]）
建物の老朽化のため閉店。2011年（平成23年）12月1日に、新本宮舘町店（成田屋本宮ファミリー跡地）として新築移転。
2022年（令和4年）3月1日、店名を移転前の店名である本宮舘町店に戻した[広報 15]。

###### 須賀川市
- 須賀川店×（須賀川市宮先町30[47]、1961年（昭和36年）開店[47]）
店舗面積282m2[47]
- 須賀川南店×（1976年（昭和51年）7月8日開店[31] - 2008年（平成20年）1月24日閉店[広報 32]、福島県須賀川市大町）
店舗面積1,486m2[31]
建物の老朽化のため閉店。同年2月1日に、メガステージ須賀川南店として新築移転[広報 32]。

###### 伊達市
- （初代）伊達店（伊達郡伊達町右城19[46]、1963年（昭和38年）開店[46]）
店舗面積231m2[46]
- 奥川店（伊達郡梁川町右城町6[44]、1963年（昭和38年）開店[44]）
店舗面積330m2[44]

###### 白河市
- 本町店（福島県白河市本町43[47]、1957年（昭和32年）開店[47]）
店舗面積130m2[47]
- 白河店（福島県白河市本町、1971年（昭和46年）11月開店[31]）
店舗面積928m2[31]
イトーヨーカ堂白河店の食品売り場として。

###### 三春町
- （初代）三春店×（1974年（昭和49年）12月1日開店[31] - 2012年（平成24年）2月11日閉店[広報 33]、三春町中町）
店舗面積924m2[31]
建物の老朽化のため閉店。同年2月17日に、三春店（現店舗）として新築移転。

##### 会津

###### 会津若松市
- 駅前店×（会津若松市駅前町5-8[48]、1961年（昭和36年）11月2日開店[48]、会津駅前店）
売り場面積800m2[48] → 1,231m2[49][50]
旧マルトミ→会津ヨークベニマル店舗。
- 御旗町店×（会津若松市御旗町5-11[48]、1970年（昭和45年）11月2日開店[48] - 1983年（昭和58年）閉店）
店舗面積390m2[48] → 449m2[31]
旧マルトミ→会津ヨークベニマル店舗。
1983年（昭和58年）8月の西若松店開店[51]に伴い閉店。
- 行仁店×（会津若松市行仁町4-8[48]、1967年（昭和42年）10月6日開店[48] - 1994年（平成6年）閉店[52]）
売場面積660m2[48] → 594m2[49][50][31]。
旧マルトミ→会津ヨークベニマル店舗。
- 中町店（会津若松市中町1-16[48]、1956年（昭和31年）9月1日開店[48] - 1995年（平成7年）8月20日閉店、会津中町店[53]）
売り場面積670m2[48] → 1,467m2[49][53]、2階建て。旧マルトミ→会津ヨークベニマル店舗。
1946年（昭和21年）に丸富商店として創業したマルトミ創業地[注釈 3][広報 5]。1977年（昭和52年）8月に、マルトミ全店舗を営業譲渡後は、「マルトミ商事」として生命保険代理店と不動産業に専念[広報 5]。
- （初代）西若松店×（1983年（昭和58年）8月5日開店[51] - 2005年（平成17年）5月8日閉店[54][広報 34]、会津若松市住吉町）
敷地面積13,420m2、売場面積890ｍ2、平屋建て[51]。
建物の老朽化による建て替えのため一旦閉店[広報 34]。同年10月14日に「ヨークタウン西若松」の核店舗として新築開業[54][広報 34]。
- （初代）花春店×（1977年（昭和52年）4月23日開店[16] - 2005年（平成17年）9月25日閉店[広報 35]）
平屋建て、売り場面積約1,420m2（開店当時）[16]。屋上駐車場も併設していた。
マルトミからの営業権譲渡を控え、マルトミ鶴城店（1977年4月20日閉店）をヨークベニマル花春店として移転[16]。
建物の老朽化による建て替えのため一旦閉店[広報 35]。花春店北側の土地を取得・拡張し、2006年（平成18年）4月11日に新築開業[広報 35]。
- 城西店×（1970年（昭和45年）11月開店[49] - 1992年（平成4年）8月3日閉店[55]、会津若松市本町3-22）
売場面積532m2[49][50]。
旧マルトミ→会津ヨークベニマル店舗。
1992年（平成4年）8月の門田店開店に伴い閉店[55]。
なお、城西店閉店から25年後の2017年（平成28年）9月22日、西若松駅前に開店した城西町店とは異なる[広報 36]。
- 米代店×（会津若松市米代2-2-5[48]、1970年（昭和45年）11月24日開店[48] - 1992年（平成4年）7月19日閉店[55]）
売り場面積430m2[48] → 487m2[50]。
旧マルトミ→会津ヨークベニマル店舗。
1992年（平成4年）8月の門田店開店に伴い閉店[55]。
- （初代）一箕町店×（1980年（昭和55年）5月16日開店[56] - 2025年（令和7年）1月13日閉店[広報 37]、会津若松市藤原二丁目21-6)
敷地面積8,754m2、延床面積5,547m2[注釈 4][注釈 5]（1980年開店当時）[57]。
ボウリング場の会津パークレーン跡地に開店[56][57][58]。屋上駐車場を完備していた[56]。
建物の老朽化による建て替えのため一旦閉店。2026年（令和8年）秋に新築開業予定。

##### 浜通り

###### いわき市
- 平店×（いわき市平字祢宜町23[59]、1971年（昭和46年）4月28日開店[59]）
店舗面積953m2[31]
イトーヨーカドー平店の食品売り場として。
イトーヨーカドーは2021年（令和3年）2月28日をもって閉店。跡地には2024年（令和6年）2月22日に「Paix Paix(ペッペ)」の核店舗であるいわき平店として同じ場所に新築開業[広報 38]
- （初代）植田店×（JR植田駅前、いわき市植田町中央3丁目、1975年（昭和50年）4月28日開店[60] - 2006年（平成18年）9月18日閉店[61]）
佐糠町にある現在の植田店とは異なる。
- 湯本店（1976年（昭和51年）12月10日開店[62]、いわき市常磐湯本町栄田74-1[62]）
- （初代）谷川瀬店×（1991年（平成3年）3月開店 - 2013年（平成25年）4月14日閉店[広報 39]、いわき市平谷川瀬三丁目）
建物の老朽化による建て替えのため一旦閉店。2014年（平成26年）4月25日に「ヨークタウン谷川瀬」の核店舗である新谷川瀬店として新築開業[広報 40]。
2022年（令和4年）3月1日、店名を建て替え前の店名である谷川瀬店に戻した[広報 15]。
- （初代）上荒川店×（1981年（昭和56年）3月開店 - 2014年（平成26年）4月20日閉店[広報 41]、いわき市平上荒川字安草）
建物の老朽化による建て替えのため一旦閉店。2015年（平成27年）2月12日に「ヨークタウン上荒川」の核店舗である新上荒川店として新築開業[広報 42]。
2022年（令和4年）3月1日、店名を建て替え前の店名である上荒川店に戻した[広報 15]。
- （初代）小名浜店×（1976年（昭和51年）5月27日開店[31][63] - 2018年（平成30年）7月22日閉店[広報 43]、いわき市小名浜愛宕町）
店舗面積1,496m2[31]
建物の老朽化による建て替えのため一旦閉店。2019年（令和元年）9月20日に新築開業[広報 44]。
- （初代）大原店（1994年（平成6年）11月開店 - 2023年（令和5年）5月14日閉店[広報 45]、いわき市小名浜大原東田96）
2009年までは『フジコシスーパーセンター大原』として営業。「ヨークタウンアクロスプラザ大原」の核店舗として営業していた[広報 46]。建物の老朽化による建て替えのため一旦閉店。2024年（令和6年）秋以降に新築開業予定。

###### 富岡町
- （初代）富岡店（2011年 (平成23年) 3月11日休業、双葉郡富岡町大字小浜中央416）
「さくらモールとみおか」の前身であるショッピングセンター「Tom-とむ」にあった店舗。2011年（平成23年）3月11日の東京電力福島第一原子力発電所事故により、警戒区域設定で立ち入りが制限されたため休業していた。
2017年（平成29年）4月1日に富岡町の避難指示解除に伴い、先行する同年3月30日に改装の上、新富岡店として開店[広報 47]。原発事故により休業していた店舗では初の営業再開となった。
2022年（令和4年）3月1日、店名が原発事故以前の店名である富岡店に戻された[広報 15]。
- 夜の森店×（2011年 (平成23年) 3月11日休業、双葉郡富岡町夜の森南二丁目10-1）
福島第一原子力発電所事故により休業していた店舗。
新富岡店への統合、ならびに帰還困難区域内[64]により営業再開の見通しが立たないため閉店。

###### 南相馬市
- （初代）原町店×（1982年（昭和57年）7月16日開店[要出典] - 2011年（平成23年）3月11日休業、原町市→南相馬市原町区旭町三丁目65-1）
福島第一原子力発電所事故により休業していた店舗。
2018年12月より旧店舗を解体し、2019年3月より建築工事開始、「ヨークタウン原町」の核店舗として2020年（令和2年）2月28日に新築開業[広報 48]。

#### 宮城県

##### 仙台市

###### 太白区
- 長町店×（1978年（昭和53年）12月15日開店[31]、仙台市太白区長町六丁目5-1）
店舗面積1,000m2[31]
長町ショッピングセンター
2009年（平成21年）11月27日開業のあすと長町店とは異なる。

###### 泉区
- 泉八乙女店（仙台市泉区）
子会社の「サンライフ八乙女店」として開業。 真美沢店に移転の形で閉店[要出典]。
現在は、ゲオ仙台八乙女店。

###### 青葉区
- （初代）荒巻店×（1977年（昭和52年）12月開店 - 2010年（平成22年）10月10日閉店）
荒巻セントラルプラザにあった宮城県第1号店。
建物の老朽化ため閉店。同年10月15日に新荒巻店として新築開業。
2022年（令和4年）3月1日、店名を移転前の店名である荒巻店に戻した[広報 15]。

###### 若林区
- （初代）大和町店×（1981年（昭和56年）4月開店 - 2018年（平成30年）1月21日閉店[広報 49]、仙台市若林区大和町四丁目）
建物の老朽化による建て替えのため一旦閉店。同年11月16日に300坪の小型店舗である「ヨークマルシェ大和町店」として開店[広報 9]。

##### 名取市
- 名取店×（2003年（平成15年）5月25日閉店、名取市）
2003年（平成15年）5月30日に名取西店が替わって開店[広報 50]。

##### 大崎市
- （初代）古川店×（1984年（昭和59年）7月開店 - 2017年（平成29年）1月22日閉店[広報 51]、開店当時は古川市）
建物の老朽化による建て替えのため閉店。2018年（平成30年）2月16日に新築開業[広報 52]。

##### 登米市
- （初代）佐沼店×（1985年（昭和60年）6月開店　- 2021年（令和3年）1月31日閉店[広報 53]、開店当時は登米郡迫町）
ジョイプラザの核店舗として営業していた店舗。建物の老朽化による建て替えのため閉店。建て替えた後の2022年（令和4年）4月9日に「ヨークタウン佐沼」の核店舗として新築開業[広報 54]。

##### 栗原市
- 若柳店（2000年（昭和59年）11月17日開店 - 2024年（平成29年）12月1日休業（閉店）[65]
建物検査により、耐震性に問題がある事が判明したため休業したが[66]、営業再開を断念した[65]。

##### 塩釜市

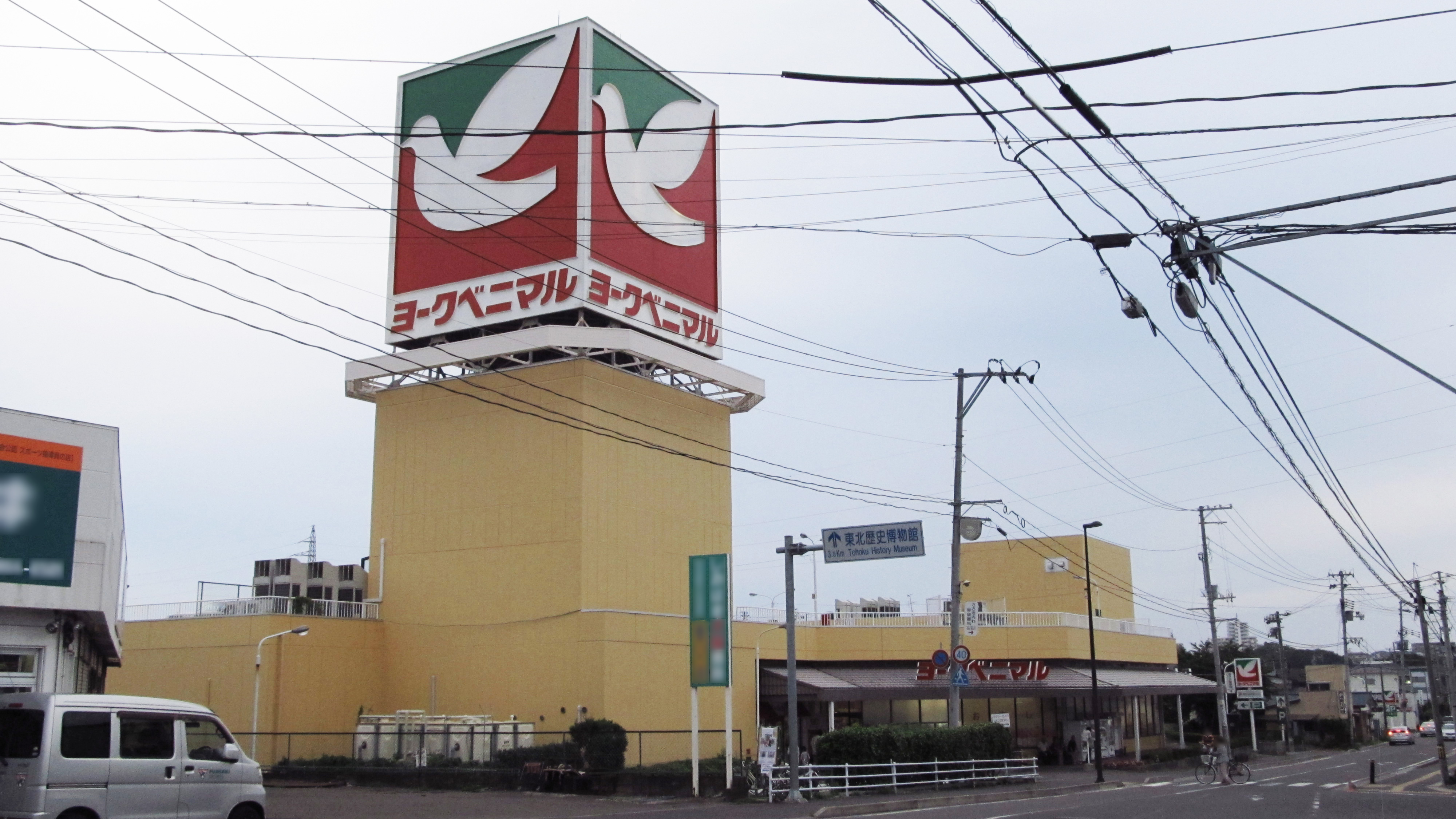
建て替え前のヨークベニマル塩釜店

- （初代）塩釜店×（1984年（昭和59年）4月開店 - 2022年（令和4年）10月23日閉店[広報 55]、塩竈市野田14-34）
建物の老朽化による建て替えのため閉店。建て替えた後の2023年（令和5年）12月1日に新築開業[広報 56]。

##### 岩沼市
- （初代）岩沼店（1994年（平成6年）2月開店 - 2024年（令和6年）6月9日閉店[広報 57]、岩沼市藤浪2丁目4-10）
「ブルームワールド岩沼」の核店舗として開業した店舗。建物の老朽化による建て替えのため閉店。建て替えた後の2025年（令和7年）秋に新築開業予定。

#### 山形県

##### 米沢市
- 米沢店→米沢中央店×（1972年（昭和47年）11月2日開店[31] - 1994年（平成6年）1月閉店[52]、米沢市中央）
店舗面積1,002m2[31]
福島県外初の店舗として、1972年（昭和47年）11月に米沢ファミリーデパート（後のサンホーユー米沢店）内のテナントとして出店。
現在の米沢店開店後、米沢中央店に名称を変更。サンホーユー閉店と同時に、1994年（平成6年）1月閉店[52]。

##### 山形市
- 大野目店×（1991年（平成3年）6月開店 - 2017年（平成29年）4月23日閉店[広報 58]、山形市浜崎67）
国道13号大野目交差点改良事業の完成に伴って交通の流れが変化したことと、店舗の老朽化のため山形市総合スポーツセンターの北側に2017年4月28日に落合店へ移転する形で閉店[67][広報 59]。
大野目店開業以前には、サンライフ大野目店を転換した、旧・大野目店が存在した[68]。

##### 長井市
- 長井店×（1988年（昭和63年）7月29日開店 - 2016年（平成28年）2月21日閉店、長井市本町二丁目）
タウンセンターが運営する商業ビルの核店舗としてオープン。
2014年、同市郊外にヨークベニマルが新店舗として長井小出店を開設したことに伴い、2016年（平成28年）2月閉店[69]。

##### 東根市
- （初代）東根店×（1990年（平成2年）5月24日開店 - 2008年（平成20年）7月27日閉店[広報 60]、東根市中央一丁目）
建物の所有者だった天童市の千恵企画の自己破産に伴い、2008年（平成20年）8月1日に東根店（新店舗）に新築移転[広報 60]。

##### 南陽市
- （初代）南陽店×（1982年（昭和57年）9月10日開店 - 2006年（平成18年）11月3日閉店[広報 61]、南陽市三間通字東蕨田19-2[広報 62]）
建物の老朽化に伴い、2006年（平成18年）11月10日に南陽店（新店舗）に新築移転[広報 61]。

#### 茨城県

##### ひたちなか市
- 田彦店（2012年（平成24年）9月9日閉店[広報 63]、ひたちなか市堂端2丁目1-10）
東大島店開店に伴う。店舗跡にはウエルシアひたちなか堂端店が入居している。

#### 栃木県

##### 那須塩原市

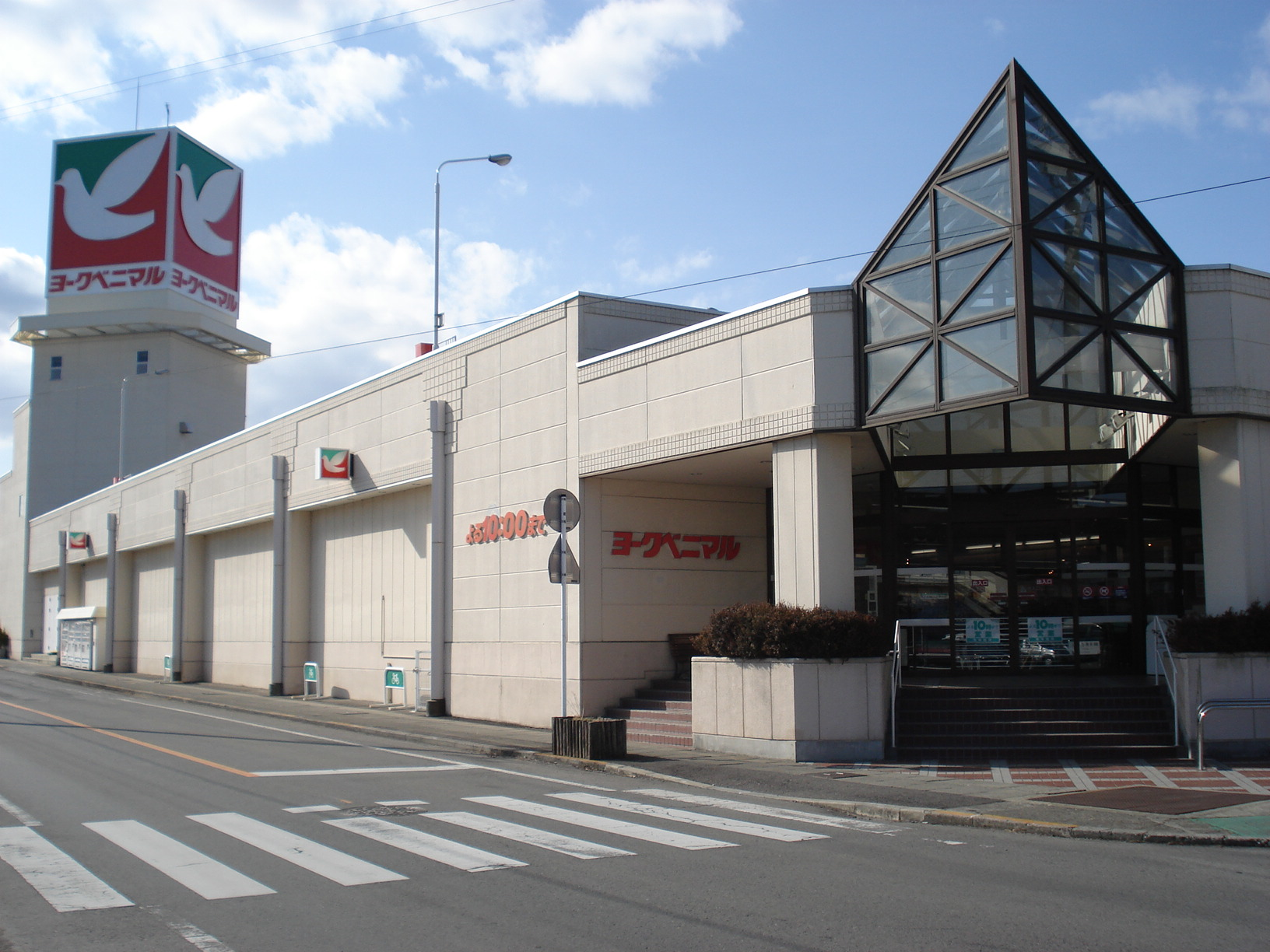
建て替え前のヨークベニマル黒磯店
（那須塩原市）

- （初代）黒磯店×（1989年（平成元年）2月開店 - 2018年（平成30年）10月7日閉店[広報 64]、那須塩原市[注釈 6]黒磯幸町二丁目）
黒磯駅の近くにあった栃木県第1号店。
建物の老朽化による建て替えのため閉店。2019年（令和元年）10月25日に同じ場所で新築開業[広報 65]。

#### 実現しなかった店舗
- 仙台ハーベストビレッジ（宮城県仙台市若林区上飯田）[70]
- 農業の6次産業化を目指す仙台市若林区上飯田の複合施設「仙台ハーベストビレッジ」への出店を検討していたが、デベロッパーが撤退したことで不在になり、出店契約が締結できなくなったため出店を断念[70][71]。

## 関連会社
ヨークベニマルの子会社は、以下の3社。
- 株式会社ライフフーズ
  - 福島県郡山市。ヨークベニマルの食品加工部門から独立した、惣菜等の製造・販売の会社。
  - 2022年3月1日付けにて吸収合併された。
  - 同名の大阪市に本社をおく外食産業事業者である株式会社ライフフーズとは無関係である。

- 株式会社マルニ
  - 宮城県気仙沼市。ヨークベニマルグループの会社。
  - 2023年6月1日付で同社の株式を取得。
  - デイリーポート新鮮館は宮城県と岩手県に計6店展開している。

- 株式会社サンエー
  - 宮城県石巻市。同じくセブン＆アイグループのイトーヨーカ堂から2025年3月1日付の株式移動によって子会社化。
  - 以前は石巻市のイトーヨーカドー（計2店）で食品売場を担当。
  - 現在はサンエー石巻あけぼの店を営業中。

## 企業スポーツ
都市対抗野球に8回出場し、1987年（昭和62年）と1994年（平成6年）の2度ベスト8に進出したが、1999年（平成11年）の夏に解散している。